# Saint-Sauveur-Marville
Saint-Sauveur-Marville é uma comuna francesa na região administrativa do Centro, no departamento de Eure-et-Loir. Estende-se por uma área de 18,84 km². Em 2010 a comuna tinha 941 habitantes (densidade: 49,9 hab./km²).